# Chiesa di Dio Padre misericordioso

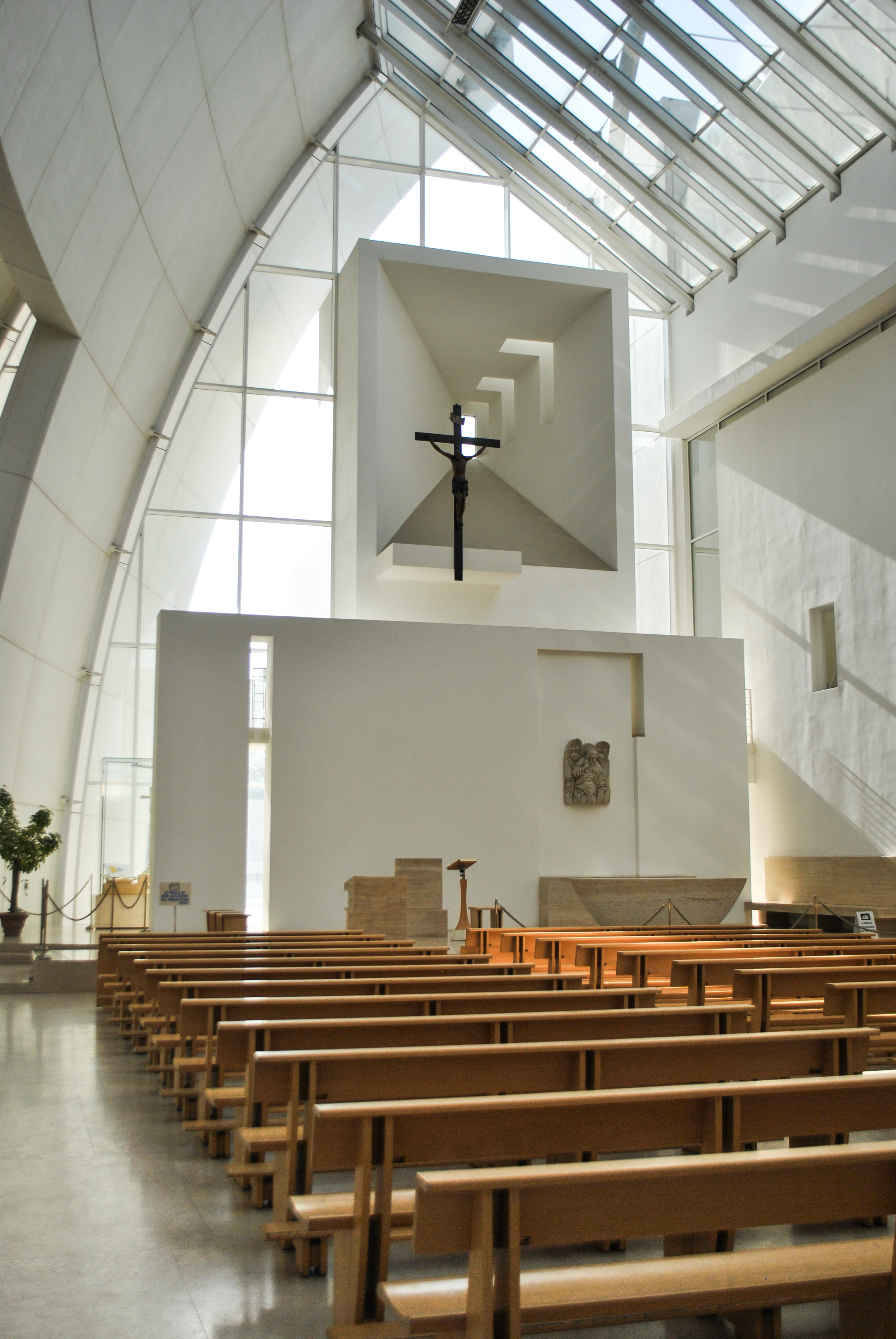
Interno

La chiesa di Dio Padre misericordioso, meglio nota come chiesa del Giubileo o Dives in misericordia, è un luogo di culto cattolico sito a Roma, nel quartiere Alessandrino. Su di essa insiste la diaconia di Dio Padre misericordioso, istituita nel 2001 da papa Giovanni Paolo II.

## Storia
In vista del Giubileo del 2000, il Vicariato di Roma bandì nel 1995 un concorso internazionale di architettura: tra i progetti presentati vinse quello di Richard Meier, autore a Roma anche del nuovo edificio/bacheca che contiene l'Ara Pacis. Egli stesso presentò la sua opera davanti al papa Giovanni Paolo II in Vaticano affermando: «Le vele bianche ci condurranno verso un mondo nuovo». Per realizzare il progetto venne scelta un'area periferica in un quartiere ancora in via di sviluppo, nel cui piano regolatore era già prevista la costruzione di una chiesa parrocchiale, che inizialmente doveva essere dedicata a san Silvestro Papa.
Nel marzo del 1998 venne posata la prima pietra, ma la complessità dell'opera la portò all'inaugurazione solo nell'ottobre del 2003.

## Descrizione
Nel progetto di Meier vengono presentate due corti distinte, Nord e Sud. La prima è un giardino attrezzato per la ricreazione, contornato ad L dall'edificio dei servizi parrocchiali. La seconda è formata da uno specchio d'acqua e da uno spazio di meditazione intorno alla chiesa.
Il complesso architettonico è composto da tre vele autoportanti in calcestruzzo bianco, a cui si aggiungono gli edifici parrocchiali e la torre campanaria. Lo schema compositivo della chiesa accosta lungo un asse due parti fortemente differenziate: a sinistra l'aula, contraddistinta dalla funzione avvolgente delle tre vele che ricordano l'architettura neobarocca; a destra il volume più semplice delle opere parrocchiali.
Le tre vele sono state costruite assemblando 356 conci prefabbricati a doppia curvatura dal peso di 12 tonnellate ciascuno, ricavati dalla suddivisione in meridiani e paralleli delle sfere generatrici. La più alta delle vele raggiunge un'altezza di 26 metri.  Successivamente, per montare e assemblare tali pannelli, è stato realizzato un ponteggio mobile su rotaie che permetteva sei movimenti del corpo rigido nello spazio. Le porzioni sferiche sono state ottenute utilizzando la tecnica della precompressione con cavi postesi.
Una difficoltà del cantiere è stata la realizzazione dei giunti tra i conci, in quanto dovevano permettere il montaggio millimetrico, il posizionamento delle armature d'acciaio e la penetrazione delle malte di sigillatura. Il problema è stato risolto tramite la realizzazione di vele monolitiche compatte.
La chiesa è stata costruita con uno speciale cemento, realizzato e brevettato da Italcementi, contenente biossido di titanio, denominato TX Millennium, che assicura una colorazione bianca nel tempo. La presenza di particelle fotocatalizzanti permette al cemento, una volta indurito, di ossidare le sostanze inquinanti che vengono a contatto con la superficie, preservando così l'aspetto estetico originario nel tempo.
Il cemento bianco è stato additivato con un superfluidificante acrilico che ha consentito la realizzazione di un calcestruzzo fluido, omogeneo ad elevate prestazioni meccaniche e a basso ritiro.
Il tetto della chiesa è un lucernario di vetro che corre per tutto l'edificio, sostenuto da telai metallici e un arco che si estende per tutta la lunghezza del tetto. Il volume della chiesa è quindi sempre influenzato dalla luce naturale, poiché la luce zenitale e i lucernari vetrati permettono costantemente l'ingresso della luce solare. A seconda della stagione, delle condizioni atmosferiche e dell'ora del giorno, la luce è graduata in vario modo sulla superficie interna delle vele, infondendo un carattere particolare alla chiesa, alla cappella e alla fonte battesimale.
La resistenza alla spinta del vento è generata tramite un effetto di sbalzo verticale che agisce su tutta la profondità della sezione curva in pianta.

### Simbologia
La chiesa con le sue vele, con la navata che riprende l'idea di una barca, si rifà alla tradizione cristiana in cui la barca rappresenta la Chiesa come guida nell'impervio mare. Sin nelle prime idee dell'architetto questa chiesa doveva rappresentare la "barca della Chiesa" che solca i mari portando il suo popolo nel terzo millennio; allo stesso modo, questa parrocchia assume il ruolo di guida della zona di Tor Tre Teste in cui è costruita. Tale effetto viene accentuato dall'illuminazione: la luce delinea, nei volumi complessi, proprio l'effetto delle vele gonfiate dal vento.
Le vele sono tre, numero che simboleggia la Trinità, e sono posizionate in modo da sovrastare la chiesa comunicando un senso di protezione a chi sosta nella navata, la protezione di Dio sulla comunità Cristiana. Anche la luce è attentamente studiata dall'architetto, infatti nonostante l'intera struttura sia coperta in modo consistente da vetri la luce solare non entra mai direttamente in chiesa, tranne in un momento del pomeriggio in estate, quando da una piccola finestra la luce diretta illumina il crocifisso posto all'interno. Quest'ultimo è in cartapesta dipinta e risale al XVIII secolo.
Il circondare la chiesa con l'acqua vuole rappresentare il corpo vivente della chiesa di Cristo rafforzato dal calcestruzzo a vista delle vele.
L'organo Organaria Romana opus 7, costruito nel 2003, è costituito da una consolle elettronica Viscount Vivace 90 con registri campionati e da un corpo di canne da essa comandato situato sulla cantoria in controfacciata, privo di cassa e con mostra composta da canne di principale. I registri reali sono nove, distribuiti sulla seconda e sulla terza tastiera della consolle elettronica.

## Trasporti
È facilmente raggiungibile dalla stazione Torre Maura della Metro C più la linea bus 556 fino alla fermata Tovaglieri/Olcese.